# Rhodactis
Rhodactis é um gênero de cogumelo-do-mar caracterizados por possuir grandes pólipos individuais, estão mais relacionados com as anêmonas do que com os corais. As espécies deste gênero podem ser encontradas na parte tropical do Oceano Atlântico e do Indo-Pacífico.

## Espécies
As seguintes espécies são reconhecidas no gênero Rhodactis:
- Rhodactis bryoides Haddon & Shackleton, 1893
- Rhodactis howesii Saville-Kent, 1893
- Rhodactis inchoata Carlgren, 1943
- Rhodactis indosinensis Carlgren, 1943
- Rhodactis musciformis Duchassaing & Michelotti, 1864
- Rhodactis osculifera (Le Sueur, 1817)
- Rhodactis rhodostoma (Hemprich & Ehrenberg in Ehrenberg, 1834)